# Tilloforma mirogastra
Tilloforma mirogastra är en skalbaggsart som först beskrevs av Lea 1918.  Tilloforma mirogastra ingår i släktet Tilloforma och familjen långhorningar. Inga underarter finns listade i Catalogue of Life.